# Noordse Folkboot
De Noordse Folkboot is een kleine zeilboot met sloeptuigage. Het ontwerp van dit kleine zeiljacht was het resultaat van een door de Scandinavian Yacht Racing Union uitgeschreven wedstrijd in 1942, die hiermee een gemakkelijk te zeilen en betaalbare bootklasse wilde creëren. Er kwam geen duidelijke winnaar uit de bus maar de organisatie wilde een aantal eigenschappen van verschillende inzendingen combineren, en zette daartoe de professionele ontwerper Tord Sundén aan de slag teneinde met een ontwerp te komen, dat voldeed aan alle eisen van de ontwerpwedstrijd. Het eindresultaat werd een internationale favoriet van zeilers en wordt nog steeds gezeild, ruim 75 jaar na het ontwerp. De eerste Noordse Folkboot (Nordic Folkboat) werd gebouwd in Göteborg in Zweden, en in 2007 zeilden er meer dan 4000 Noordse Folkboten rond de wereld.

## Ontwerp

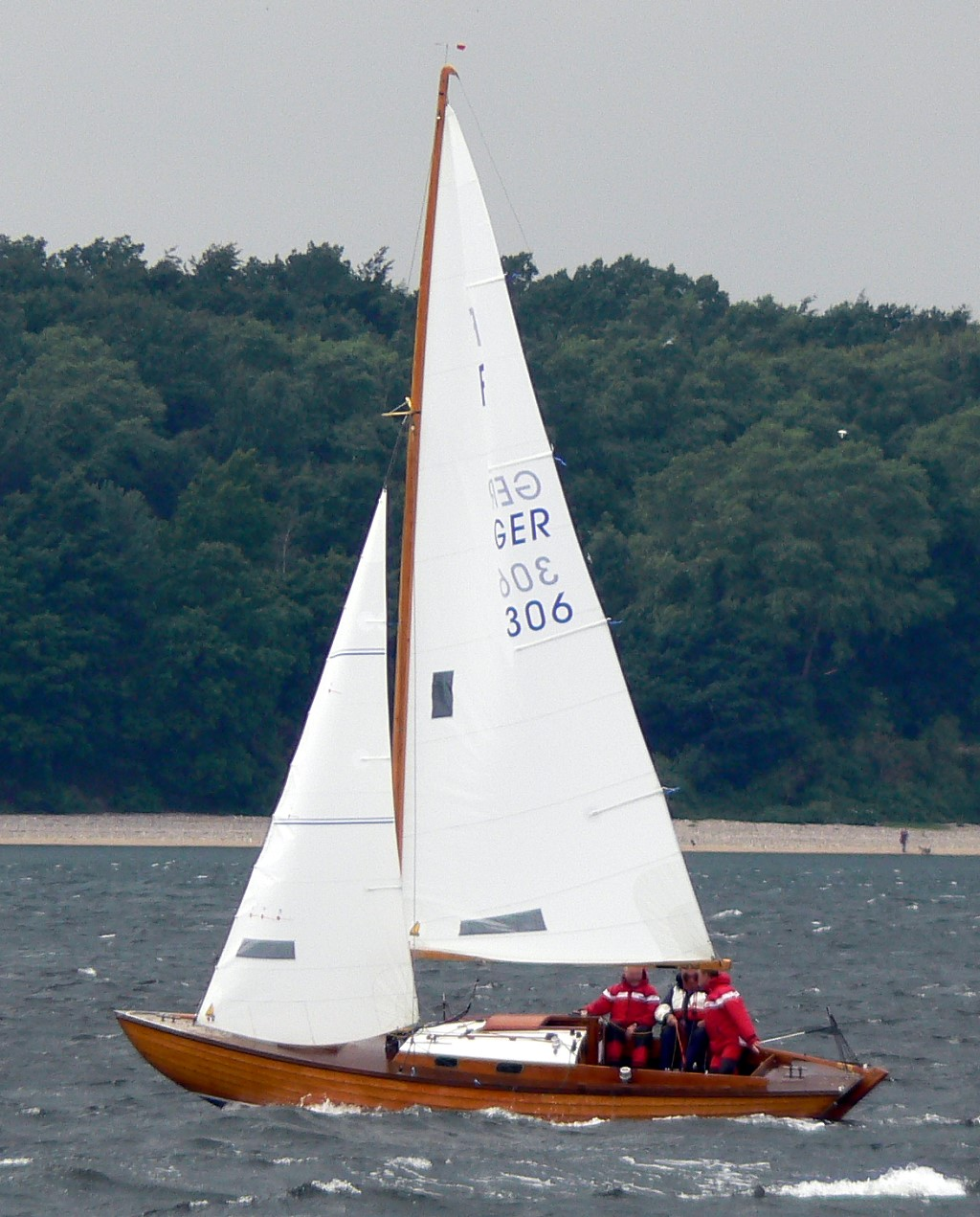
Houten Noordse Folkboot in 2007.

Oorspronkelijk werd de Noordse Folkboot ontworpen als houten overnaadse boot. De spanten waren ontworpen als gemaakt van eiken maar verschillende werven gebruikten verschillende materialen. De kuip is open met daarvoor een kleine kajuit. De boot heeft sloeptuigage, met slechts twee zijstagen.
De ijzeren ballastkiel beslaat meer dan de helft van de waterverplaatsing, waardoor de Folkboot zeewaardig is. Het is dan ook een van de kleinste zeiljachten die regelmatig zeereizen en zelfs reizen rond de wereld maakt.

## Ontwikkeling

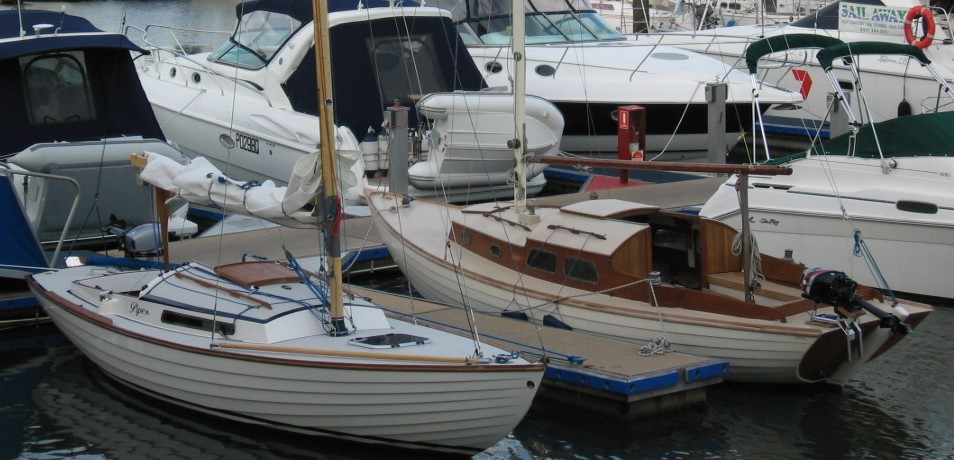
Glasvezel & houten Folkboten.

In 1966 introduceerde Tord Sundén de "International Folkboat". Dit ontwerp bleef heel dicht bij het origineel, maar bood meer comfort benedendeks en had een zelflozende kuip gekregen. De benaming “International Folkboat” werd als te misleidend gezien en werd verboden. De Zweedse Zeilfederatie doopte dit boottype om tot ”IF-boot” De IF-boot werd gebouwd door Marieholms Bruk in Småland (Zweden) tot 1984.
In 1968 werden de folkboten niet alleen meer als geklonken overnaadse boten maar ook als glasfiberversterkte polyester boten gebouwd waarbij de eenvoud en de lijn behouden bleven. In 1975 introduceerde de Deen Erik Andreasen een replica van het origineel waarbij de gewichten en afmetingen zorgvuldig werden behouden om een gelijk spelveld te handhaven. Hij nam zijn eigen "Tibbe", die dat jaar de Gouden Beker won, als mal. Dit type kennen wij nu als de Nordic Folkboat (Noordse Folkboot).
Nieuwgebouwde Folkboten zijn exacte replica's van het origineel en de houten en met glasvezel versterkte boten racen in een veld. De klasseregels worden gehandhaafd door de Folkboat International Association. De grootste internationale regatta's zijn: Gold Cup (een onofficiële wereldkampioenschap), Sessan Cup (een team race), Kieler Woche en de San Francisco Cup. Er zijn actieve vloten in Denemarken, Zweden, Duitsland, Verenigd Koninkrijk, Ierland, Finland, USA, Canada, Nederland, België en Estland.

## Lange afstandseigenschappen
In de jaren 1950 begon de Folkboot de aandacht te trekken van lange afstandszeilers door zijn lage kostprijs en zeewaardigheid.
- Ann Gash uit Australië maakte een solo wereldreis in de Ilimo tussen 1975 en 1977.
- 1962/1963 Adrian Hayter zeilde solo van het VK naar Nieuw-Zeeland in de 'Valkyr' via de Westelijke/Panama route.
- Lt. Col. H.G. "Blondie" Hasler zeilde in 1960 in een sterk aangepaste Folkboot, de Jester en eindigde als tweede in de tijdens de eerste Observer Solo Trans Atlantic Race.
- Mike Richie zeilde de Jester in meerdere Solo Trans Atlantische Races totdat de Jester averij opliep en schipbreuk leed. Richie overleefde de ramp en hij dong nog jaren mee met een kopie van de Jester.
- Rozelle Raines zeilde met de Martha McGilda waarin zij de eerste Britse vrouw was die solo naar Rusland zeilde in de jaren 1960.
- Sharon Sites Adams zeilde in 1965 van Californië naar Hawaï. Zij was de eerste vrouw die dit deed.

## Geografische spreiding

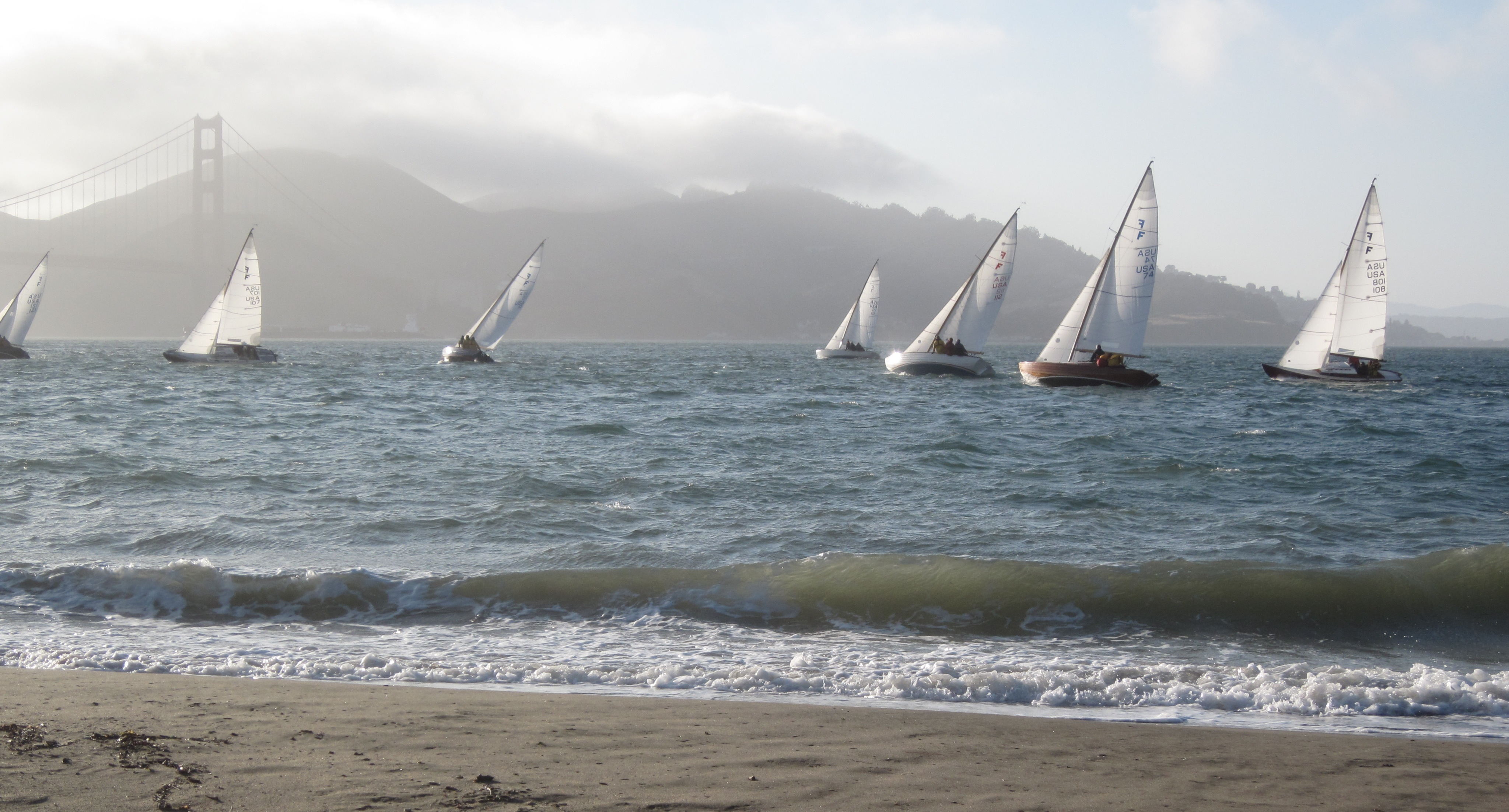
Folkboten in San Francisco.

Volgens de Nordic Folkboat International Association was in 2007 de grootste Folkbootvloot ter wereld in Zweden te vinden met 1300 geregistreerde boten, gevolgd door Denemarken (1125), Duitsland (900), Finland (400), VK (100), VS (100) en Nederland (48).
In het Verenigd Koninkrijk groeit de Folkboot vloot nog steeds en in 2004 werden de Folkboat Nationals gehouden bij de Royal Lymington Yacht Club.
In de VS, de San Francisco Bay Area, is een actieve groep folkboot-eigenaren georganiseerd in de San Francisco Bay Folkboat Association, die verschillende races en activiteiten organiseert zoals de tweejaarlijkse San Francisco Cup Regatta.

## Gewicht en balans
De meest in het oog springende eigenschap van de Folkboot is de extreem zware kiel van 1.000 kg van gietijzer. Dit is meer dan de helft van het totale gewicht van de boot terwijl dat bij veel andere zeiljachten vaak 1/3 of minder is.

## Rompvorm
De romp is een klassiek gelijnde ondiepwaterromp met een semi-elliptische kiel over de volle lengte van het onderwaterschip. Het roer is een integraal onderdeel van de kiel, die het roer op zijn beurt hierdoor ook weer goed beschermt.
De lange kiel steekt slechts 1,2 meter diep en de boot is daardoor goed geschikt voor ondiep water. Door zijn lengte heeft de boot ook zeer goede aandewindse eigenschappen.

## Bouwers
- Folkboat Central Hamburg (ex Kerteminde)
- Brandt-Møller Boatyard in Denemarken[dode link]
- Polar Yachts in Estland
- Kroes Bootbouwers

## Voormalige bouwers
- Varne
- Berné Bootbau in Zwitserland

## Gerelateerde ontwerpen
Het ontwerp is meerdere keren in mindere of meerdere mate overgenomen door andere designers. Waaronder:
- British Folkboat[3]
- Folkdancer (Frederick Parker, 1967, Hurley Marine & Russel Marine)[4][5]
- IF-boot
- Stella
- Walton 25 (Canada)
- Warsash One Design
- Whitby 25 (Canada)

Gabaseerd op Contessa 26 ,
- Folksong 25
- Contessa 26
- Marieholm IF (zie 'IF-boat' boven)
- Bowman 26
- Marieholm 26
- Invicta 26 (Van de Stadt)
- Hurley 27
- Halcyon 27
- Dockrell 27